# Cheilanthes pumilio
Cheilanthes pumilio är en kantbräkenväxtart som först beskrevs av Robert Brown, och fick sitt nu gällande namn av F. Muell. Cheilanthes pumilio ingår i släktet Cheilanthes och familjen Pteridaceae. Inga underarter finns listade.